# 比耶尔特
比耶尔特（法語：Biert，法語發音：[bjɛʁt]）是法国阿列日省的一个市镇，属于圣日龙区。

## 地名
该地名“Biert”发音为[bjɛʁt]，末尾字母“t”发音，《世界地名翻译大辞典》与《世界地名译名词典》将其误译作“比耶尔”。

## 地理
比耶尔特（42°53'56"N, 1°18'56"E）面积23.51 平方千米，位于法国奧克西塔尼大區阿列日省，该省份为法国西南部内陆省份，西部和北部与上加龙省接壤，东临奥德省，东南至东比利牛斯省接壤，南与安道尔和西班牙接壤。
与比耶尔特接壤的市镇（或旧市镇、城区）包括：阿勒、布瑟纳克、埃尔塞、埃斯普拉德塞鲁、马萨特、里韦尔内尔、苏朗。
比耶尔特的时区为UTC+01:00、UTC+02:00（夏令时）。

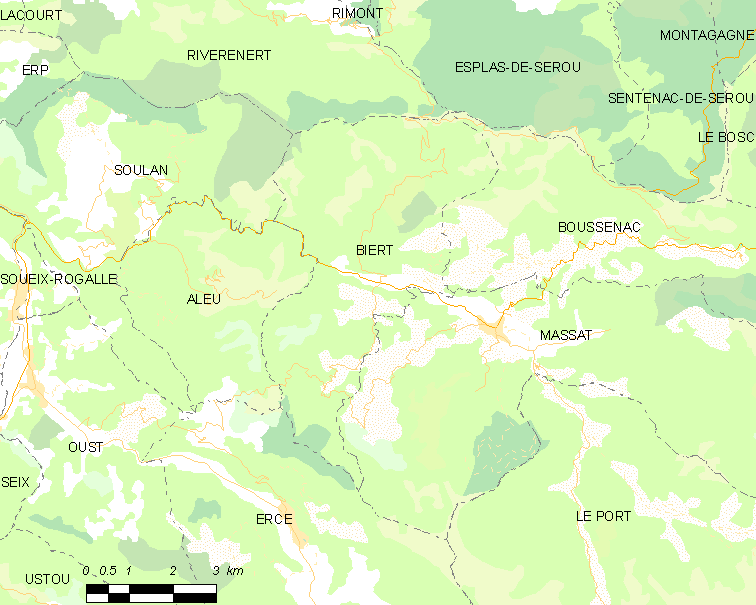
比耶尔特的OSM定位图

## 行政
比耶尔特的邮政编码为09320，INSEE市镇编码为09057。

## 政治
比耶尔特所属的省级选区为库斯朗东县。

## 人口

1962-2008年间比耶尔特人口变化图示

比耶尔特于2022年1月1日时的人口数量为307人。